# スタア誕生 (1937年の映画)

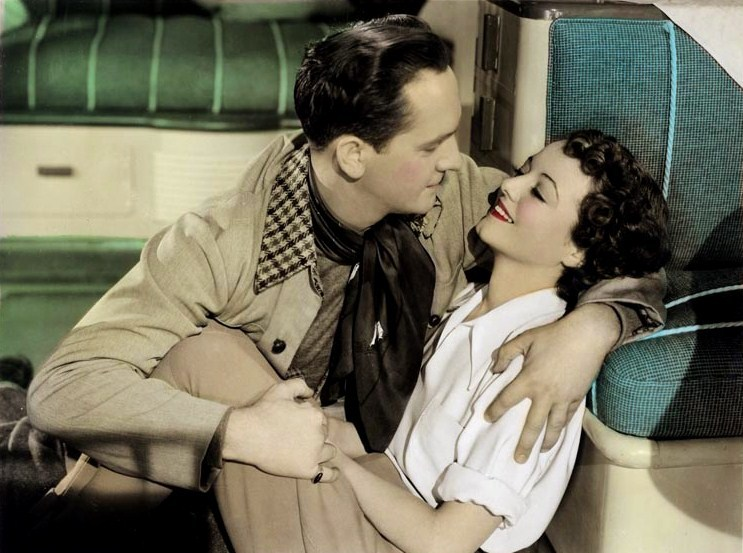
ジャネット・ゲイナー（右）とフレドリック・マーチ

『スタア誕生』（スタアたんじょう、A Star Is Born）は、1937年のアメリカ合衆国のドラマ映画。ウィリアム・A・ウェルマンが監督、ジャネット・ゲイナーとフレドリック・マーチが主演した。また、ノンクレジットでジャック・コンウェイとヴィクター・フレミングが一部演出を担当した。テクニカラー作品として製作されている。ジョージ・キューカー監督の1932年の映画『栄光のハリウッド』を下敷きとし、ハリウッドの光と影を描いている。
現在は米国・日本共にパブリックドメインDVDが発売されている。
1954年（ジュディ・ガーランド主演）と1976年（バーブラ・ストライサンド主演）と2018年（レディ・ガガ主演）にリメイクされている（後述）。

## ストーリー
ハリウッドの栄光と悲劇を描く。
映画スターに憧れ、ハリウッドへやってきたエスター・ブロジェット（ジャネット・ゲイナー）は大スターであるノーマン・メイン（フレドリック・マーチ）との出会いをきっかけに女優「ヴィッキー・レスター」として大スターとなり、ノーマンと結婚する。しかし、ノーマンは人気に翳りが見え始め、酒に溺れるようになって行くと、ついにはエスターがアカデミー賞を受賞した晴れの舞台に泥酔状態で現れるという醜態を見せたことで療養所に入ることになる。
退院したノーマンは俳優として既に過去の人となっていたにもかかわらず、それを受け入れられずに再び自暴自棄な行為におよび、警察に留置されてしまう。この事態にエスターは愛する夫を介抱するために引退を決意する。それを知ったノーマンは愛する妻のために死を選ぶ。
心身ともに疲れ果てたエスターは田舎に戻ろうとするが、そこに祖母が現れ、エスターを励ます。こうして復帰したエスターは新作映画の試写会の場でマイクを通じて全国のファンに向かって「私はノーマン・メインの妻です」と挨拶する。

## キャスト
- エスター・ヴィクトリア・ブロジェット/ヴィッキー・レスター：ジャネット・ゲイナー
- ノーマン・メイン：フレドリック・マーチ
- オリヴァー・ナイルズ：アドルフ・マンジュー - プロデューサー。
- レティ・ブロジェット：メイ・ロブソン - エスターの祖母。
- ダニー・マクガイア：アンディ・ディヴァイン（英語版）
- マット・リビー：ライオネル・スタンダー

## スタッフ
- 監督：ウィリアム・A・ウェルマン
- 製作：デヴィッド・O・セルズニック
- 脚本：ウィリアム・A・ウェルマン、ロバート・カーソン、ドロシー・パーカー、アラン・キャンベル
- 音楽：マックス・スタイナー
- 撮影：W・ハワード・グリーン（英語版）
- 美術：ライル・ウィーラー
- 衣装：オマー・カイアム（英語版）
- 編集：ジェームズ・E・ニューカム

## 作品の評価

### 映画批評家によるレビュー
Rotten Tomatoesによれば、20件の評論の全てが高評価で、平均点は10点満点中7.7点となっている。Metacriticによれば、5件の評論のうち、高評価は4件、賛否混在は1件、低評価はなく、平均点は100点満点中77点となっている。

### 受賞歴
| 賞                                        | 部門                         | 対象者                                                   | 結果       |
| ----------------------------------------- | ---------------------------- | -------------------------------------------------------- | ---------- |
| 第10回アカデミー賞                        | 作品賞                       |                                                          | ノミネート |
| 第10回アカデミー賞                        | 監督賞                       | ウィリアム・A・ウェルマン                                | ノミネート |
| 第10回アカデミー賞                        | 主演男優賞                   | フレドリック・マーチ                                     | ノミネート |
| 第10回アカデミー賞                        | 主演女優賞                   | ジャネット・ゲイナー                                     | ノミネート |
| 第10回アカデミー賞                        | 原案賞                       | ウィリアム・A・ウェルマン ロバート・カーソン             | 受賞       |
| 第10回アカデミー賞                        | 脚色賞                       | ロバート・カーソン ドロシー・パーカー アラン・キャンベル | ノミネート |
| 第10回アカデミー賞                        | 助監督賞                     | エリック・ステイシー                                     | ノミネート |
| 第10回アカデミー賞                        | 特別賞                       | W・ハワード・グリーン（カラー撮影）                      | 受賞       |
| 第9回ナショナル・ボード・オブ・レビュー賞 | トップ10映画                 |                                                          | 受賞       |
| 第5回ヴェネツィア国際映画祭               | ムッソリーニ杯（外国映画賞） |                                                          | ノミネート |

## リメイク
スタア誕生（1954年、A Star Is Born）
ジョージ・キューカー監督、ジュディ・ガーランド、ジェームズ・メイソン主演。
ミュージカルとして再映画化した作品。
スター誕生（1976年、A Star Is Born）
フランク・ピアソン監督、バーブラ・ストライサンド、クリス・クリストファーソン主演。
舞台が映画界から音楽界に変えられ、登場人物の名前も変更されている。
アリー/ スター誕生（2018年、A Star Is Born）
ブラッドリー・クーパー監督、レディー・ガガ、ブラッドリー・クーパー主演。